# Planètes de Pickering
Pour les articles homonymes, voir Pickering (homonymie).
Les planètes O, P, Q, R, S, T et U sont des planètes hypothétiques proposées par William Henry Pickering au début du XXe siècle.

## Histoire
Pickering, utilisant une analyse graphique, suggéra qu'une planète « O » orbitait à 51,9 unités astronomiques (UA) avec une période de 373,5 ans, d'une masse double de la Terre et d'une magnitude de 11,5-14. Durant les 24 années qui suivirent, Pickering supposa l'existence de huit autres planètes d'orbites transneptuniennes. Les résultats de Pickering firent que Jean-Baptiste Gaillot dut réviser les distances orbitales de ses deux transneptuniennes de 44 et 66 UA, leur donnant pour masses respectives 5 et 24 masses terrestres.
Entre 1908 et 1932, Pickering proposa sept planètes hypothétiques (O, P, Q, R, S, T et U). Les éléments finaux pour O et P définirent des corps complètement différents que ceux calculés à l'origine. Le total fut donc de neuf planètes, certainement le record de pronostic planétaire. La plupart des prédictions de Pickering sont seulement des curiosités historiques. En 1911, Pickering suggéra que la planète Q avait une masse de 20 000 masses terrestres, soit 63 fois plus massive que Jupiter, équivalant à 1/16 de la masse du Soleil (la masse minimale d'une étoile). Pickering prédit que la planète Q avait une orbite fortement elliptique.
Durant les années qui suivirent, seule la planète P l'occupa sérieusement.
En 1928, il réduisit la distance de P de 123 à 67,7 UA, et sa période de 1400 à 556,6 ans. Il donna à P une masse de 20 masses terrestre et une magnitude de 11.
En 1931, après la découverte de Pluton, il publia une autre orbite elliptique pour P : distance 75,5 UA, période 656 ans, masse 50 masses terrestres, excentricité 0,265, inclination 37 degrés. Soit à peu près les valeurs calculées en 1911.
Pour sa planète S, présumée en 1928, il calcula les éléments en 1931. Ils donnèrent une distance de 48,3 UA (soit près de la planète X de Lowell à 47,5 UA), une période de 336 ans, 5 masses terrestres et une magnitude de 15.
En 1929, Pickering proposa la planète « U » avec une distance de 5,79 UA et une période de 13,93 ans, c'est-à-dire juste à l'extérieur de l'orbite de Jupiter. Sa masse était de 0,045 masse terrestre et son excentricité de 0,26.
La dernière des planètes hypothétiques de Pickering est la planète « T », suggérée en 1931 avec une distance de 32,8 UA et une période 188 ans.